# Riserva naturale orientata Oasi faunistica di Vendicari

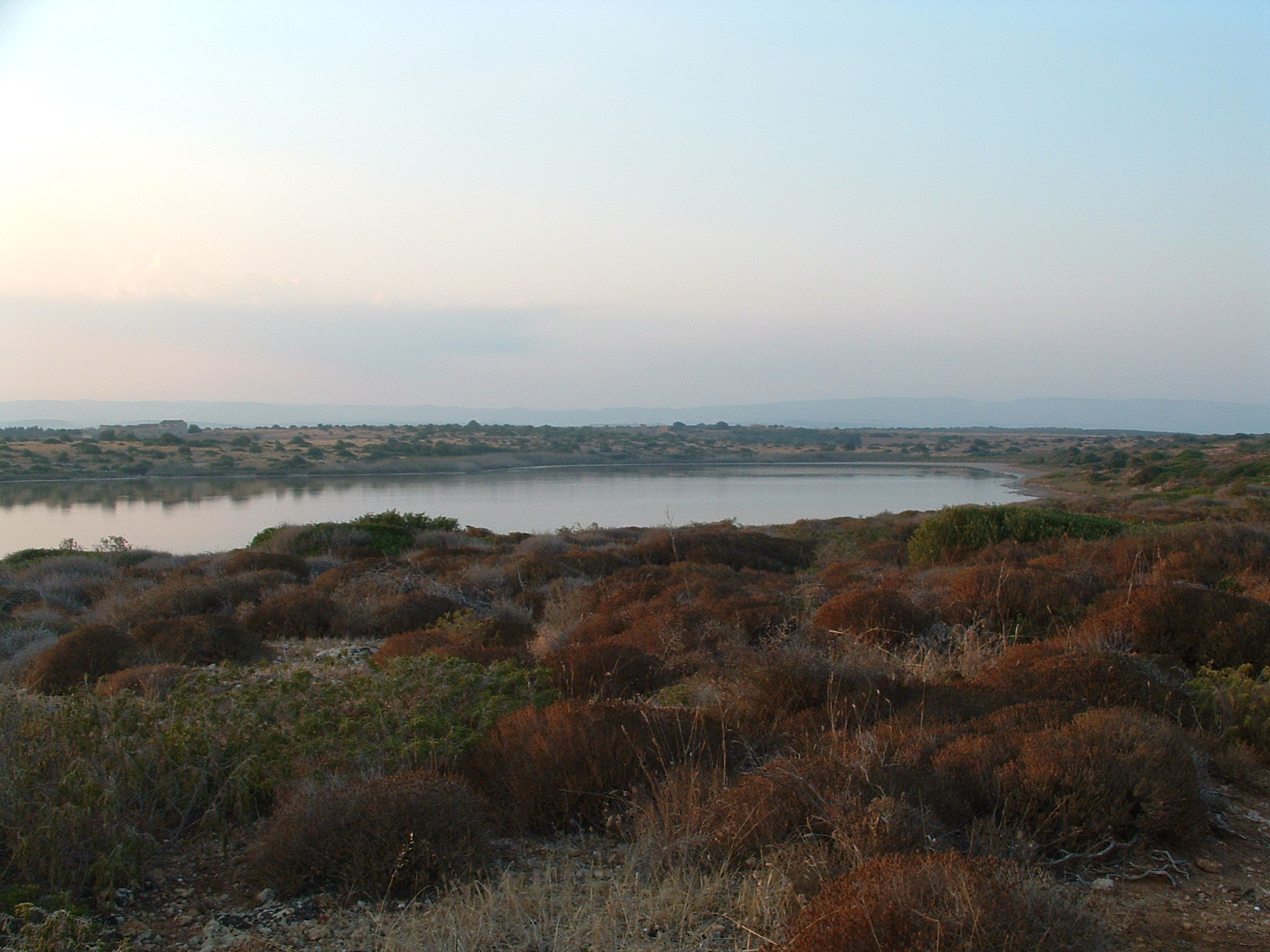
Pantano – kleiner See in den Küstendünen

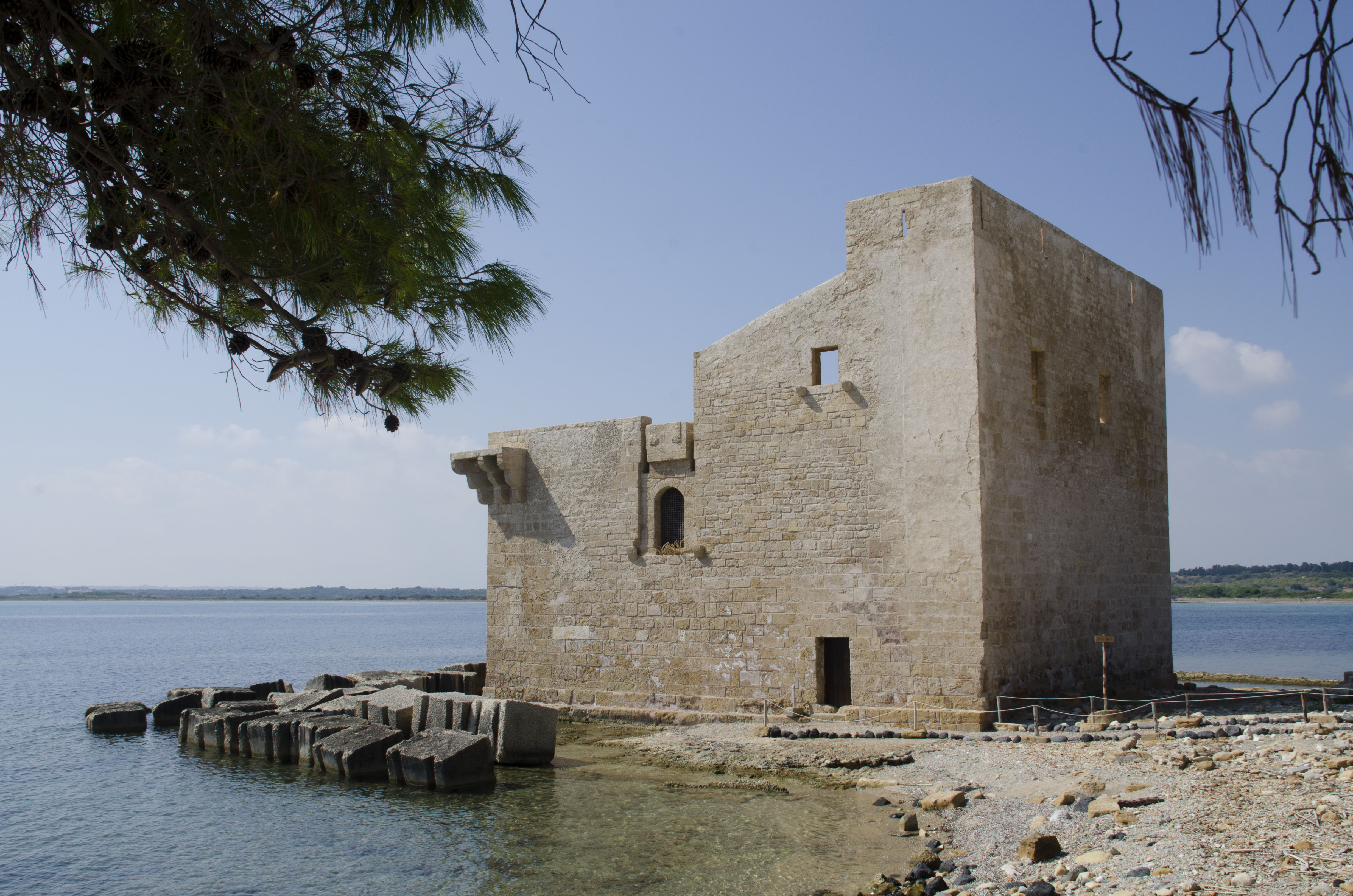
Torre Sveva

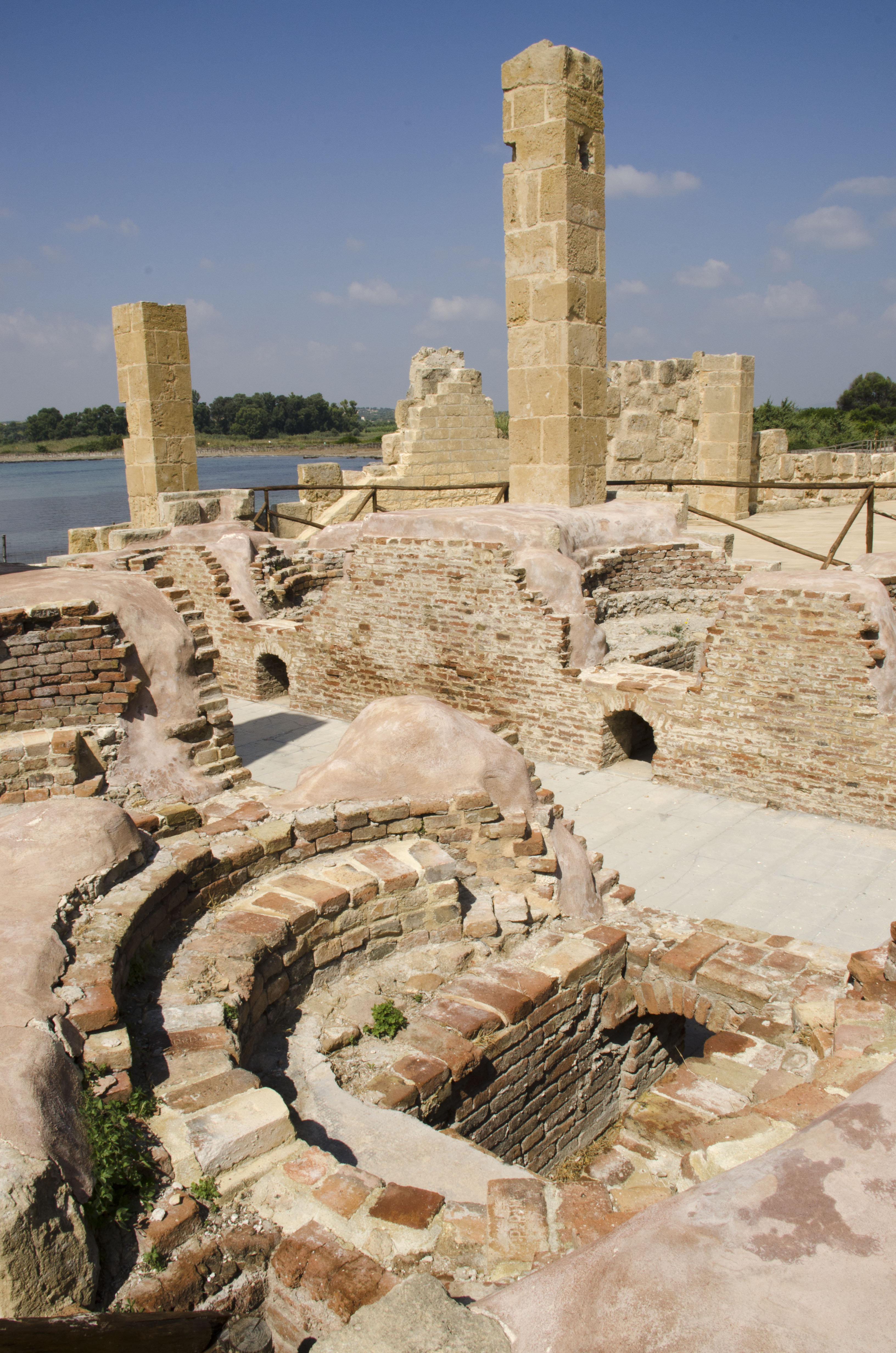
Reste der alten Thunfischfabrik

Das Riserva naturale orientata Oasi faunistica di Vendicari ist ein Naturreservat an der Südspitze Siziliens im Freien Gemeindekonsortium Syrakus. Es liegt zwischen Noto und Pachino um die Mündung des Flusses Tellaro und ist mit 1.450 ha das wichtigste Feuchtgebiet der Insel. Typisch sind die Pantani, die kleinen Seen in den Küstendünen.
Zuerst sollte in dieser Gegend eine Raffinerie entstehen. Nach Protesten der Umweltschützer wurden Pläne für eine große Feriensiedlung entwickelt. Unter Einschaltung internationaler Organisationen gelang es schließlich, das Gebiet 1977 zum Naturschutzgebiet und 1983 zum Naturreservat zu erklären.
Im Hochsommer ist der Sandstrand südlich der Tellaro-Mündung beliebter Badeort der einheimischen Bevölkerung. Sehenswert ist der Torre Sveva, ein Befestigungsturm aus dem 15. Jahrhundert.

## Flora und Fauna
Im sumpfigen Mündungsgebiet des Tellaro wachsen Binsen, Schilf und Riedgras. Auf den Mergel- und Sandböden entlang der Küste sind unter anderem Myrten, Zwergpalmen, Wacholder, Mastixsträucher sowie wilder Fenchel und Kamille zu finden.
Neben Füchsen, Kaninchen, Stachelschweinen und Sumpfschildkröten leben im Reservat je nach Jahreszeit bis zu 200 verschiedene Vogelarten. Für Zugvögel ist das Gebiet einer der wichtigsten Rastplätze im Mittelmeerraum. Ganzjährig zu beobachten sind zum Beispiel Löffler, Rosaflamingos, Pelikane, Kraniche und Störche.

## Die Thunfischfabrik (Tonnara)
Wegen der Nähe der größeren Anlagen von Marzamemi und Capo Passero spielte die Thunfischfabrik von Vendicari nur eine kleinere Rolle. Erste sichere Quellen gehen auf etwa 1600 zurück. Zu Beginn des 19. Jahrhunderts befand sich die Anlage im Niedergang, profitierte jedoch später vom allgemeinen Aufschwung, als das Verfahren zur Verbesserung der Haltbarkeit von Salzen auf Einlegen in Öl umgestellt wurde. 1884 wurde der Betrieb wegen zu geringer Produktivität eingestellt, zwischen 1914 und 1944 aber noch einmal aufgenommen. Die Reste des Verarbeitungsbetriebs und der Fischerhäuser wurden später restauriert.